# Sami Khedira
Sami Khedira (em árabe: سامي خضيرة - Stuttgart, 4 de abril de 1987) é um ex-futebolista alemão de ascendência tunisiana que atuava como volante. 
Famoso por ser um dos onze jogadores que ganharam a Liga dos Campeões da UEFA e a Copa do Mundo FIFA no mesmo ano, ao lado de Christian Karembeu (em 1998), Roberto Carlos (em 2002), Raphaël Varane (em 2018), além de sete jogadores do Bayern de Munique, em 1974.

## Clubes

### Stuttgart

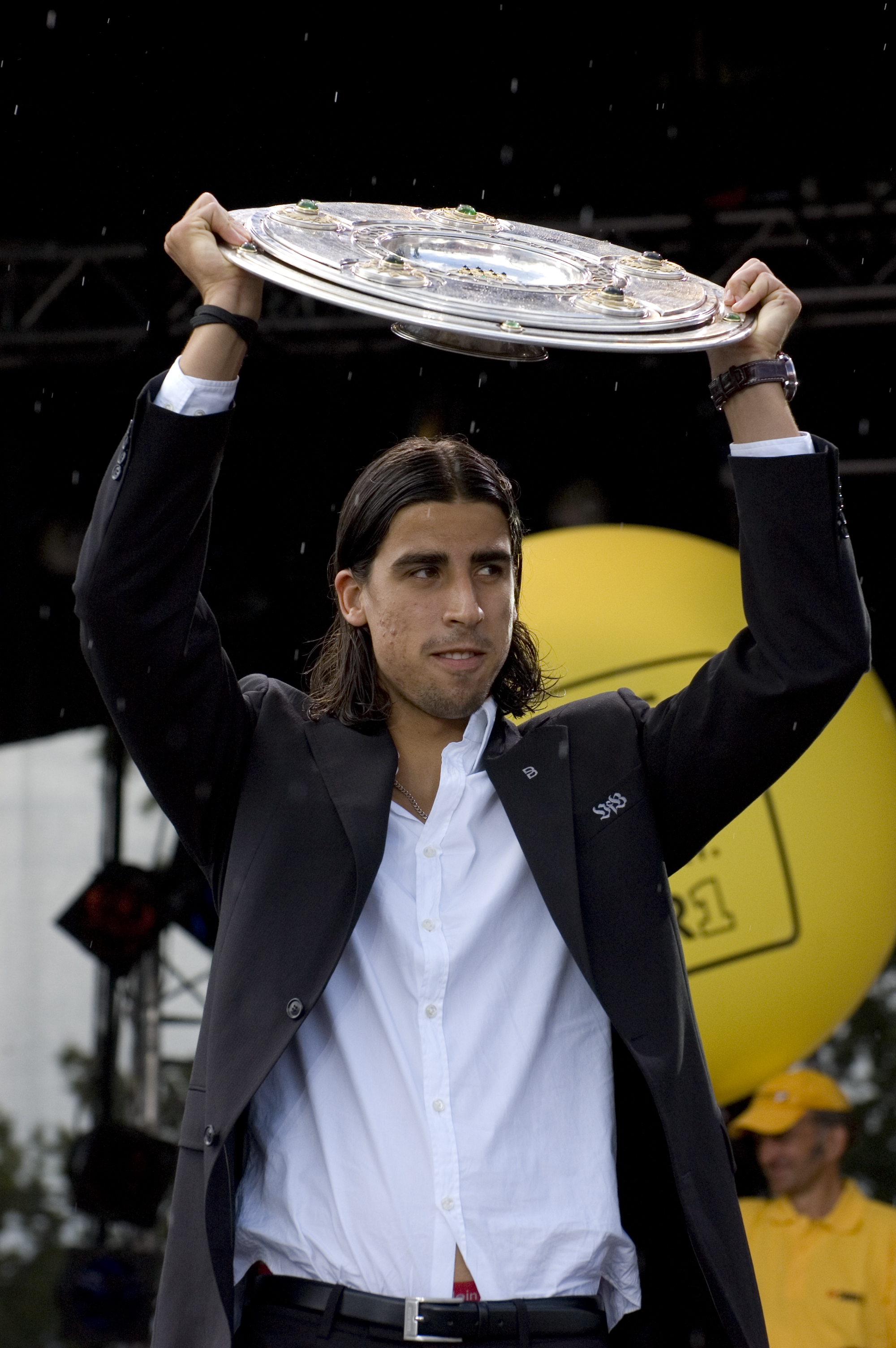
Khedira comemora vitória na Bundesliga com o VfB Stuttgart em 2006–07

Khedira foi revelado pelo Stuttgart em 2006, após onze anos nas categorias inferiores. No período em que esteve no clube, conquistou o título da Bundesliga na temporada 2006–07.

### Real Madrid
Após o bom desempenho na Copa do Mundo de 2010 o Real Madrid o contratou por cinco temporadas. Sofreu grave lesão em seu joelho direito ocorrida na partida entre Alemanha e Itália em 15 de novembro de 2013. Retornaria somente mais de seis meses depois, em 12 de maio de 2014, na partida contra o Celta de Vigo pela liga espanhola.
Após 5 temporadas não renovou contrato com o Real Madri assim encerrando sua passagem pelo time madridista com seis títulos diferentes Liga dos Campeões, La Liga Santander, Copa do Rei (duas vezes), Mundial de Clubes, Supercopa da Europa e Espanha disputando 161 jogos onde marcou nove gols nessas cinco temporadas, de 2010 a 2015.

### Juventus
No dia 9 de junho de 2015 transferiu-se a Juventus por quatro temporadas.
Em 1º de fevereiro de 2021 anuncia sua saída da Juventus encerrando sua passagem com 145 partidas somando todas as competições, com 21 gols e cinco scudettos, três Copas da Itália e duas Supercopas da Itália fez sua última partida defendendo a camisa de La Vecchia Signorada foi na semifinal da Copa da Itália, contra o Milan.

### Hertha Berlim
Em 1 de fevereiro de 2021, ele rescindiu seu contrato com a Juventus e depois fechou contrato com o Hertha Berlin, fez sua estreia em 5 de fevereiro de 2021 em uma derrota apertada contra o Bayern de Munique.

#### Aposentadoria
Em 19 de maio de 2021, aos 34 anos, Khedira anunciou sua aposentadoria como jogador profissional, após a última rodada da Bundesliga e jogo contra o Hoffenheim.
| “ | Depois da partida de sábado, é hora de nos despedirmos. Tão orgulhoso por ter tido a chance de vivenciar todos esses momentos especiais com você! Obrigado a todos os torcedores companheiros de equipe, treinadores e claro, à minha família e amigos. | ” |

### Seleção Alemã

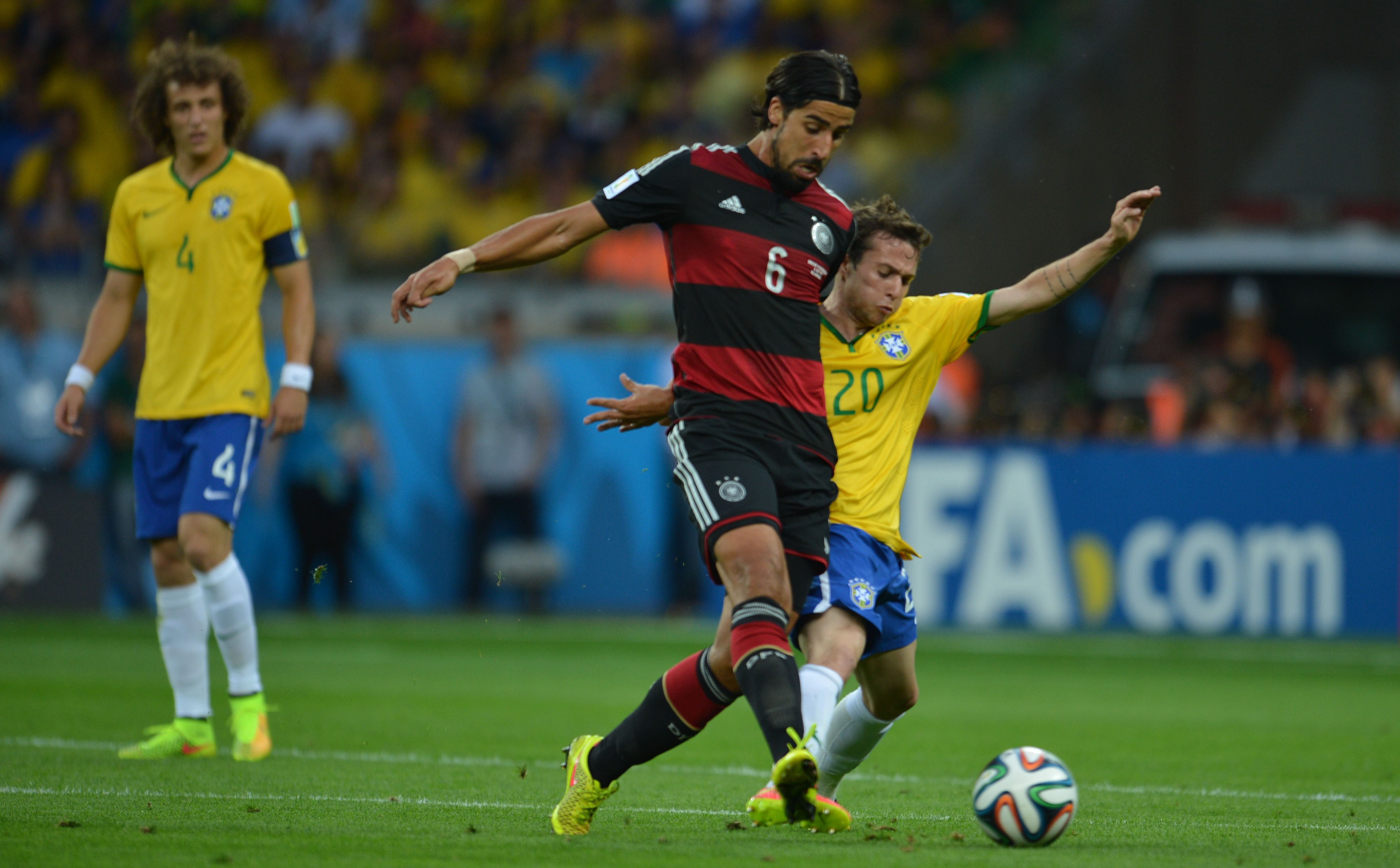
Khedira jogando contra Bernard na Copa do Mundo de 2014.

Estreou pela Seleção Alemã principal em 5 de setembro de 2009 em partida amistosa ante a África do Sul. Foi titular da equipe na Copa do Mundo de 2010 que terminou na terceira colocação, na Eurocopa 2012 e na Copa do Mundo de 2014, quando sagrou-se campeão mundial. Exercia a função de capitão nas ausências do titular Bastian Schweinsteiger.
Marcou um gol contra o Brasil no 7 a 1 sofrido pela Seleção Brasileira na Copa do Mundo de 2014.

## Vida pessoal
Khedira é filho de mãe alemã e pai tunisiano nascido na cidade de Hammamet. Seu irmão Rani também é futebolista e atua pelo  1. FC Union Berlin.

## Estatísticas

### Gols pela Seleção Alemã
|    | Data                   | Local                         | Resultado | Adversário       | Gols | Competição                          |
| -- | ---------------------- | ----------------------------- | --------- | ---------------- | ---- | ----------------------------------- |
| 1. | 10 de julho de 2010    | Port Elizabeth, África do Sul | 3–2       | Uruguai          | 1    | Copa do Mundo FIFA de 2010          |
| 2. | 22 de junho de 2012    | Gdańsk, Polônia               | 4–2       | Grécia           | 1    | Eurocopa de 2012                    |
| 3. | 6 de fevereiro de 2013 | Paris, França                 | 2–1       | França           | 1    | Amistoso                            |
| 4. | 11 de outubro de 2013  | Colônia, Alemanha             | 3–0       | Irlanda          | 1    | Elim. da Copa do Mundo FIFA de 2014 |
| 5. | 8 de julho de 2014     | Belo Horizonte, Brasil        | 7–1       | Brasil           | 1    | Copa do Mundo FIFA de 2014          |
| 6. | 11 de outubro de 2016  | Hanôver, Alemanha             | 2–0       | Irlanda do Norte | 1    | Elim. da Copa do Mundo FIFA de 2018 |
| 7. | 11 de novembro de 2016 | Serravalle, San Marino        | 8–0       | San Marino       | 1    | Elim. da Copa do Mundo FIFA de 2018 |

## Títulos
Stuttgart
- Bundesliga: 2006–07

Real Madrid
- Campeonato Espanhol: 2011–12
- Copa del Rey: 2010–11, 2013–2014
- Troféu Santiago Bernabéu: 2010, 2012
- Supercopa da Espanha: 2012
- Liga dos Campeões da UEFA: 2013–14
- Copa do Mundo de Clubes da FIFA: 2014

Juventus
- Campeonato Italiano: 2015–16, 2016–17, 2017–18, 2018–19, 2019–20[13]
- Coppa Italia: 2015–16, 2016–17, 2017–18
- Supercopa da Itália: 2018, 2020[14]

Seleção Alemã
- Campeonato Europeu Sub-21: 2009
- Copa do Mundo: 2014